# Kubinka
Kubinka (ryskaː Кубинка) är en stad belägen vid Setunfloden, 63 kilometer väster om Moskva i Moskva oblast, i västra Ryssland.
Staden hade 21 017 invånare i början av 2015.

## Sevärdheter
I Kubinka ligger bland annat Ryska federationens väpnade styrkors huvudkatedral, museikomplexet ''Minnesvägen'' och Kubinka stridsvagnsmuseum.

## Bilder

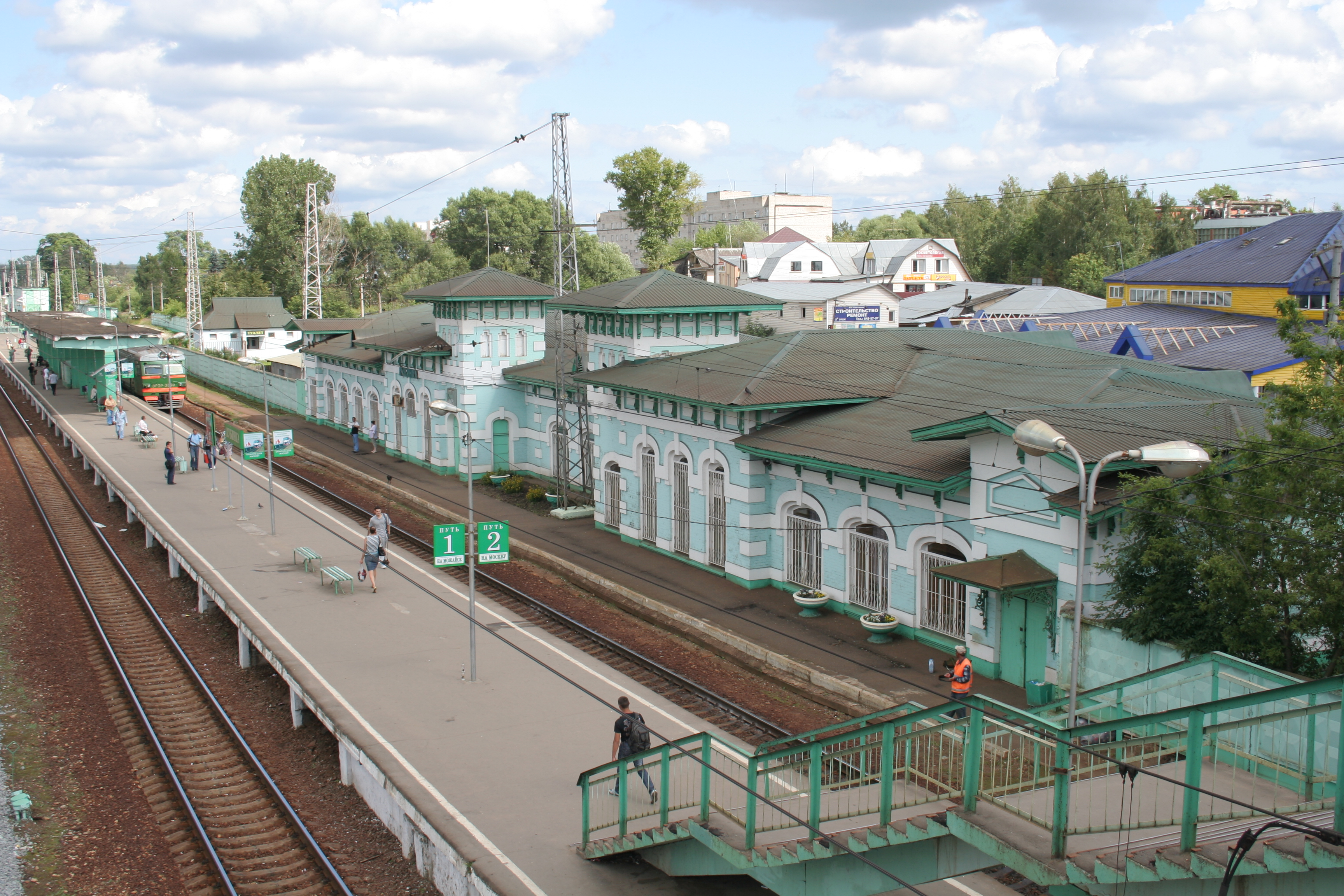
Kubinkas järnvägsstation.
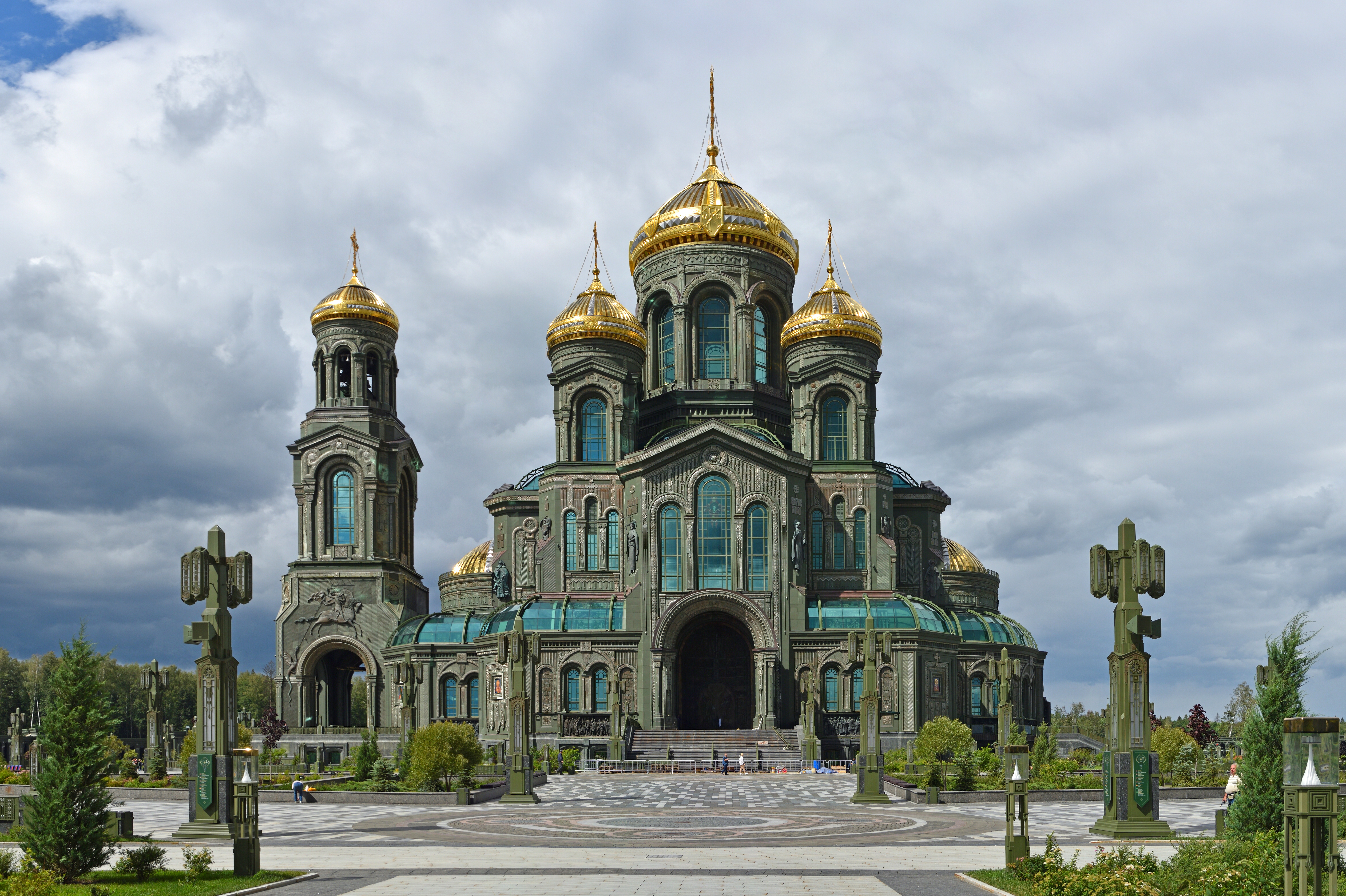
Ryska federationens väpnade styrkors huvudkatedral.
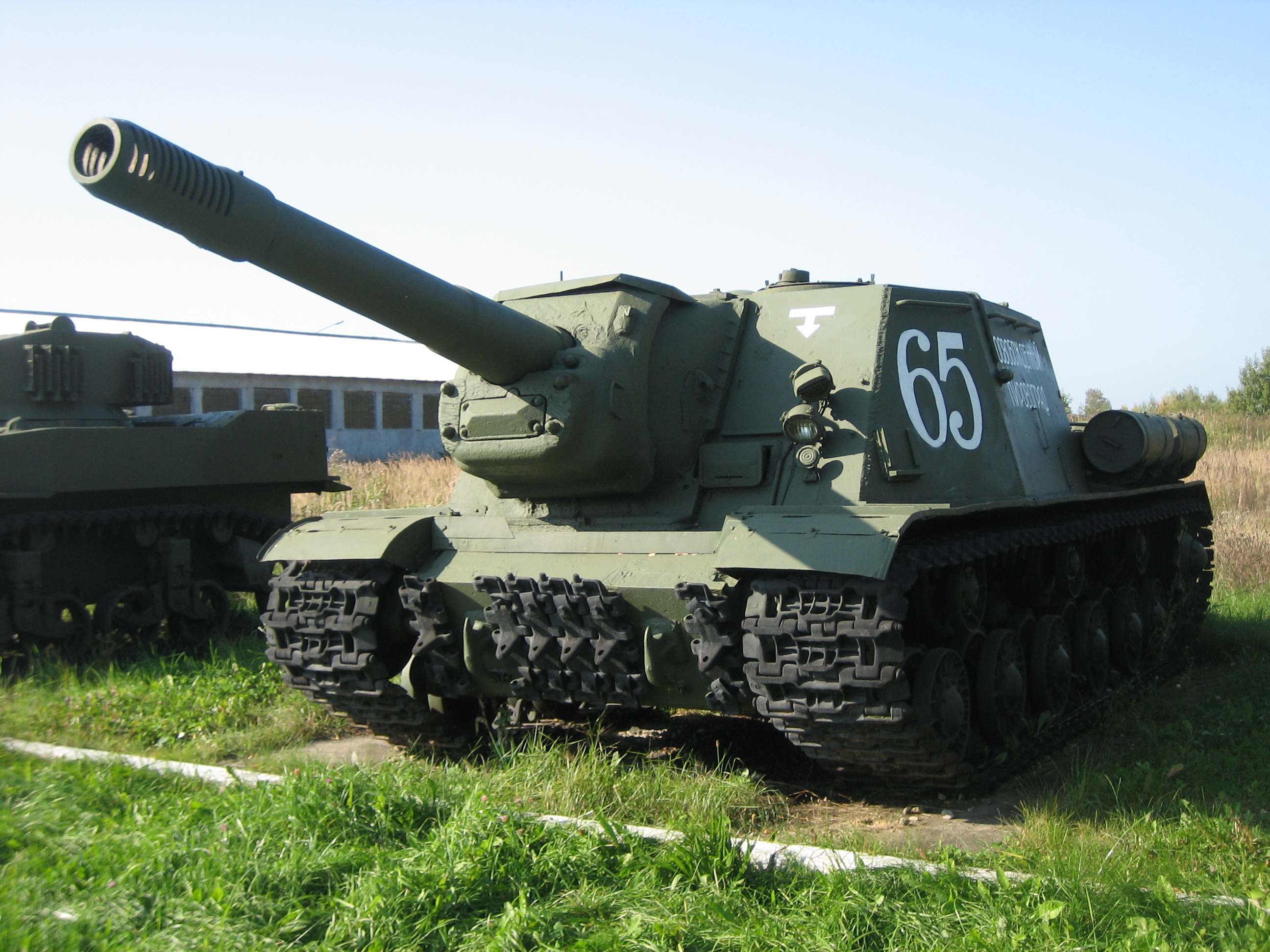
Rysk ISU-152 stridsvagn vid Kubinka stridsvagnsmuseum.